# Gabino Sosa
Gabino Sosa (Rosario, 4 ottobre 1899 – Rosario, 3 marzo 1971) è stato un calciatore argentino, di ruolo attaccante. Lo stadio Gabino Sosa, sede degli incontri interni del Central Córdoba, è intitolato alla sua memoria.

## Caratteristiche tecniche
Ricoprì principalmente due ruoli nel corso della sua lunga carriera, quasi interamente trascorsa al Central Córdoba: al suo debutto giocava come ala sinistra. Nel 1917 fu spostato a centravanti, ruolo in cui aumentò il proprio numero di marcature, e che mantenne negli anni seguenti. Le sue doti tecniche principali erano l'abilità nel dribbling e l'efficacia nel finalizzare; era inoltre dotato di grande visione di gioco. Frascara, giornalista de El Gráfico, ne sottolineò l'eleganza nella gestione del pallone e l'intelligenza tattica nella costruzione del gioco della propria squadra.

## Carriera

### Club
Sosa debuttò nel Central Córdoba, squadra della Liga Rosarina de Fútbol, molto giovane: aveva 14 anni quando fu incluso per la prima volta nella rosa dei titolari. Inizialmente giocò come ala sinistra, perché il centravanti era Zárate; nel 1914 firmò un contratto, offertogli dalla società per convincerlo a rimanere nel club e rifiutare il trasferimento ad altre squadre che lo richiedevano, che prevedeva un compenso di 400 pesos più una bambola, che fu poi data alla figlia. Con la squadra del torneo provinciale di Rosario Sosa si mise in particolare evidenza, contribuendo ai buoni piazzamenti in campionato della propria formazione. Nel 1920 fu chiamato a svolgere il servizio militare: lasciò quindi Rosario per Córdoba, città in cui proseguì la propria attività di calciatore una volta trovato posto nella rosa dell'Instituto. Nel 1921 fece ritorno al Central, a Rosario, e riprese a giocarvi con continuità. Nel 1923 vinse il primo titolo, la Copa Santiago Pinasco, una competizione locale di Rosario; replicò il successo nel 1927. Nel 1932, introdotto il professionismo anche nel campionato provinciale, ottenne il primo titolo di massima serie. Nel 1934 fece parte della squadra che vinse la Copa de Honor Beccar Varela, una competizione internazionale che coinvolgeva squadre provenienti da Argentina e Uruguay.

### Nazionale
Convocato per il Campeonato Sudamericano del 1921, vi debuttò, giocando da centravanti, il 2 ottobre contro il Brasile. Quella fu la sua unica partita giocata in quella competizione, giacché fu sostituito, al centro dell'attacco, da Saruppo. Ebbe maggior spazio nell'edizione del 1924: sempre come centrattacco, Sosa giocò tutte e 3 le partite dell'Argentina, segnando anche una rete il 25 ottobre contro il Cile, a Montevideo. Il Sudamericano del 1926 lo vide protagonista: oltre a presenziare in ogni gara della propria Nazionale, Sosa realizzò 4 reti in un solo incontro, il 20 ottobre contro il Paraguay. In quella partita, terminata 8-0 in favore dell'Argentina, Sosa divenne il primo giocatore argentino a realizzare più di 3 reti nel Sudamericano. Fece parte dei convocati dell'Argentina fino al 1927.

## Palmarès

### Club

#### Competizioni nazionali
- Copa Santiago Pinasco: 3

Central Córdoba: 1923, 1927, 1928
- Torneo Gobernador Luciano Molinas: 2

Central Córdoba: 1932, 1936

#### Competizioni internazionali
- Copa de Honor Adrián Beccar Varela: 1

Central Córdoba: 1934

### Nazionale
- Campeonato Sudamericano de Football: 1

Perù 1927